# Messner Mountain Museum

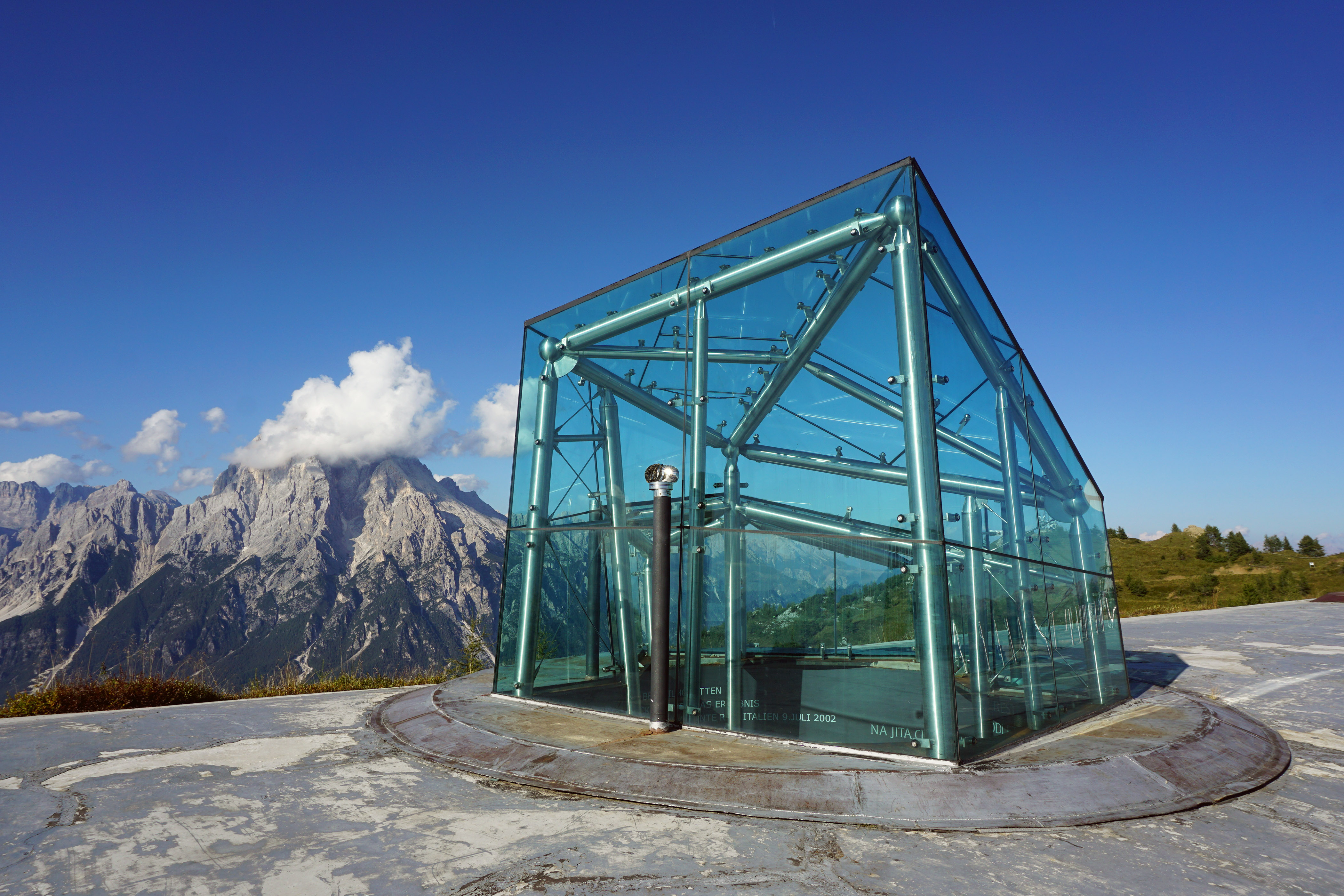
MMM Dolomites

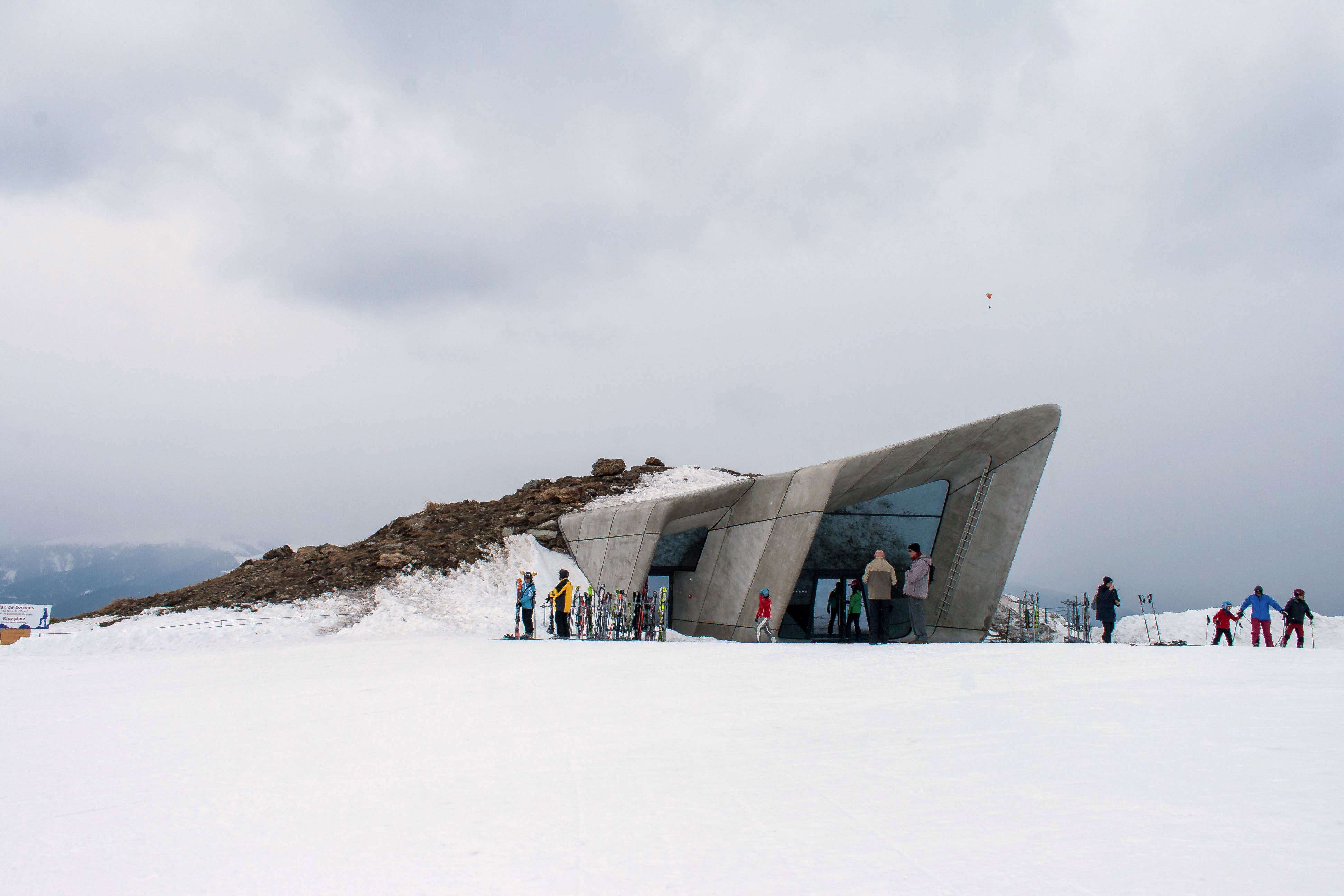
MMM Corones

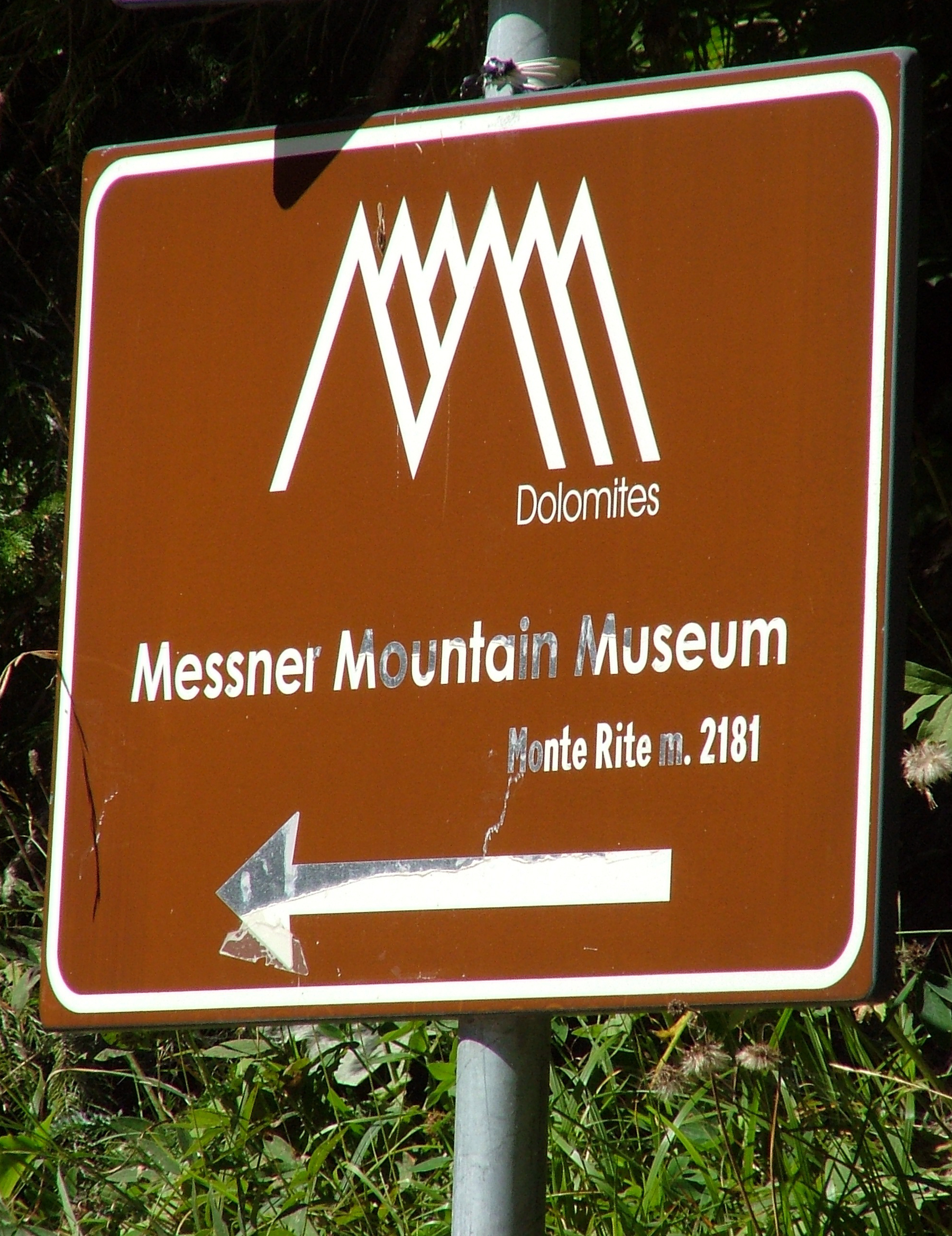

Het Messner Mountain Museum of MMM is een reeks bergmusea in Italië opgericht op initiatief van alpinist Reinhold Messner. Op zes plaatsen in Zuid-Tirol en Belluno werd een museum gecreëerd. Het centrale museum is het in 2006 opgerichte MMM Firmian (in Schloss Sigmundskron/Castel Firmiano) met als satellietmusea MMM Juval (in Schloss Juval/Castel Juval) uit 1995, MMM Dolomites (het museum in de wolken op de Monte Rite uit 2002), MMM Ortles (onder aan de Ortler, opgericht in 2004), MMM Ripa (opgericht in 2011 in het kasteel van Bruneck/Brunico) en MMM Corones (Kronplatz/Plan de Corones, opgericht in 2015).